# جورجیا کامپانا
جورجیا کامپانا (به انگلیسی: Giorgia Campana) ژیمناست زادهٔ ۱۶ مهٔ ۱۹۹۵ میلادی اهل کشور ایتالیا است.